# Iglesia de San Clemente (Soria)
La iglesia de San Clemente era una iglesia románica que poseía la ciudad de Soria (España). Se situaba en la Plaza de San Clemente y fue derribada en 1952.

## Historia
La Iglesia de San Clemente fue una de las 35 parroquias que aparecía en el censo de Alfonso X en 1270.
Daba nombre a una de las 16 cuadrillas que había en la ciudad, pero se unió con las cuadrillas de Santo Tomé y San Martín por el bajo número de vecinos que las habitaban.
La antigua iglesia de San Clemente se encontraba anexa al Palacio de los Ríos y Salcedo. Fue derruida por sus malas condiciones estructurales y el paulatino abandono en 1952, durante el obispado de Saturnino Rubio, quien firmó el contrato para su derribo y la venta de la misma a la empresa Telefónica. Fue sustituida por el actual edificio de esta empresa en estos momentos también en desuso.
En 2007 durante las obras de soterramiento de contenedores en esta plaza, se hallaron restos óseos procedentes de la necrópolis medieval, entre los siglos XII y XIV, situada junto a la iglesia. Son tumbas de inhumación orientadas al este. Los enterramientos junto a los templos fueron muy comunes hasta el siglo XVIII. No es la primera vez que se encuentran restos óseos, en 1995 fue en la iglesia de El Salvador, en 2006 en la iglesia de la Mayor y hace ya bastantes años durante las obras de rehabilitación de las plazas de Abastos y de San Esteban se encontraron restos pertenecientes a las necrópolis de las desaparecidas iglesias de San Miguel de Montenegro y San Esteban respectivamente.

## Descripción
Se trataba de un templo románico del siglo XII, considerado una filial de la iglesia de Santa María la Mayor. Era de una sola nave con dos capillas laterales, ábside semicircular y espadaña a los pies. Los capiteles de su arco triunfal se conservan en el Museo Numantino.